# Acsád
Acsád (hongrois : Acsád [ˈɒt͡ʃaːd] ; croate : Jučad) est une localité hongroise située dans le comitat de Vas. 

## Nom et attributs

### Toponymie
Son nom provient de l'ancien prénom hongrois Acsád, lui-même dérivé du prénom Acsa sous une forme diminutive.

## Site et localisation

### Topographie et hydrographie
Acsád est une commune située à 14 kilomètres au nord-est de Szombathely, dans la partie septentrionale de la plaine de Gyöngyös, le long du ruisseau Ablánc.

## Histoire
La présence humaine sur le territoire de la commune remonte à l'époque romaine, comme en témoigne la découverte, en 1930, d'un sarcophage en pierre d'origine romaine. Selon la tradition locale, un ancien moulin installé sur l'Ablánc-patak aurait servi à moudre le grain dès le Ier siècle. La zone appelée Ablánc abritait autrefois le village médiéval du même nom, dont l'église aurait été consacrée en 865.
Le village est mentionné pour la première fois en 1255 sous le nom Achad. Selon la tradition, il aurait été nommé en l'honneur d'Acsád, l'un des chefs des tribus magyares lors de la conquête du bassin des Carpates. Son église fut édifiée au XVe siècle. Au XVIe siècle, ses habitants adoptèrent la foi évangélique, mais une grande partie d'entre eux revinrent au catholicisme sous l'effet de la Contre-Réforme. Ceux qui restèrent protestants durent se rendre à Nemescsó, puis à Meszlen pour assister aux offices religieux.
Selon András Vályi : « Acsád est un village notable du comitat de Vas, appartenant au domaine de la famille Szegedy, qui s'y distingue par un beau château. Ses habitants sont catholiques. Situé à deux lieues de Kőszeg, son territoire est une plaine fertile où l'on trouve de riches terres agricoles, des prairies abondantes et des pâturages en quantité suffisante. Le bois y est disponible en quantité suffisante, bien que les vignobles y soient peu nombreux. Toutefois, la fertilité des sols compense largement cette lacune. Ses habitants commercent avec le marché voisin de Kőszeg, ce qui le classe parmi les localités de premier ordre. »
D'après Elek Fényes : « Acsád, village hongrois du comitat de Vas, à deux heures au nord de Szombathely. Il compte 161 habitants catholiques et 300 protestants. On y trouve un beau château seigneurial avec un jardin. Son territoire est riche en production de blé. Son propriétaire est Ferenc Szegedy. »
La monographie du comitat de Vas précise que « Acsád est un village de 110 maisons, situé sur la ligne ferroviaire reliant Szombathely à Sopron. Il compte 726 habitants, catholiques et luthériens. Il possède une gare, un bureau de poste et un télégraphe, et sert de siège à la circonscription administrative. Les chambellans impériaux et royaux György et Béla Szegedy y possèdent un élégant château, construit en 1824 par Ferenc Szegedy, juge à la cour septemvirale. »
En 1910, le village comptait 860 habitants, tous hongrois, et appartenait au district de Szombathely dans le comitat de Vas.

## Population

### Minorités culturelles et religieuses
Lors du recensement de 2011, 85,4 % des habitants se déclaraient hongrois, 0,9 % allemands, 0,4 % slovènes et 0,6 % roumains (14,3 % n'ont pas répondu ; en raison des identités multiples, le total peut dépasser 100 %). La répartition religieuse était la suivante : 51,9 % catholiques romains, 3,3 % réformés, 19,7 % luthériens et 2,8 % sans appartenance religieuse (21,9 % n'ont pas répondu).
En 2022, 92,2 % de la population s'identifiait comme hongroise, 1,8 % comme allemande, 1 % comme croate, 0,3 % comme slovène, 0,2 % comme grecque et 0,8 % comme appartenant à d'autres nationalités non autochtones (7,2 % n'ont pas répondu). Concernant l'appartenance religieuse, 47,2 % étaient catholiques romains, 15,5 % luthériens, 4 % réformés, 0,2 % catholiques grecs, 0,2 % orthodoxes, 0,3 % affiliés à d'autres confessions chrétiennes, 1,1 % à d'autres branches du catholicisme et 3,4 % sans religion (27,8 % n'ont pas répondu).

## Équipements

### Réseaux extra-urbains
Acsád est éloignée des routes principales et n'est accessible que par des routes secondaires : depuis Csepreg et Salköveskút via la route 8638, depuis Vát via la route 8635 en passant par Vasszilvágy, et depuis Meszlen, puis Kőszeg, par la route 8636. Depuis les régions plus éloignées, la commune est principalement accessible en empruntant la route principale 86 jusqu'à Vát, puis en bifurquant sur la route 8635.
Acsád est desservie par la ligne ferroviaire Sopron–Szombathely, qui y dispose d'un point d'arrêt. La gare d'Acsád est située à la limite des communes de Vasszilvágy et Salköveskút, mais se trouve entièrement sur le territoire de la commune. Elle est accessible par une route secondaire (86 324) reliant la route 8635.

## Patrimoine urbain
Son église catholique romaine remonte au Moyen Âge, probablement construite au XVe siècle et transformée dans un style baroque.
Le château Szegedy a été édifié en réutilisant une ancienne maison seigneuriale datant de 1723. Il a été reconstruit dans un style classiciste en 1824. Il est entouré d'un parc de 5 hectares. On y trouve le plus ancien ginkgo biloba de Hongrie, planté en 1820, ainsi qu'une allée de platanes protégée.
À l'emplacement de l'auberge du moulin d'Ablánc se trouvait autrefois un village ; aujourd'hui, son cadre naturel en fait un lieu de promenade apprécié.
La maison de prière évangélique a été construite en 1989.
Le Márk Rosarium abrite 710 variétés de roses sélectionnées par Gergely Márk. Ce site fait partie de l'Inventaire des valeurs de Vas.

## Personnalités liées à la localité
Le village est le lieu de naissance de plusieurs personnalités :
- Jenő Rákosi (né le 12 novembre 1842), journaliste, poète, premier directeur du Népszínház et fondateur du Budapesti Hírlap.
- Nándor Fettich (7 janvier 1900 – 17 mai 1971, Budapest), archéologue, orfèvre et membre de l'Académie hongroise des sciences.
- István Horváth (1er août 1900 – date inconnue), agronome, auteur spécialisé et député.